# 韩国城 (洛杉矶)
韓國城（英語：Koreatown）是美國加利福尼亞州洛杉磯市中心的一個社區，集中在第八街和西大道附近。20世纪60年代，韓國人開始大規模移民，集中在中威爾希爾地區。该區保留了不少装饰藝术風格的歷史建築。
這是洛杉磯縣人口最密集的地区，約有12萬居民住在2.7平方英里的範圍內。社區在種族上是高度多樣化的，一半的居民是拉丁裔，三分之一是亞洲人。三分之二的居民出生在美國以外。

## 歷史

### 1900－1980年代
1882年，美國與朝鮮訂立朝美修好通商條約，結束了朝鮮的封鎖。美國與朝鮮建交為1880年代末朝鮮族人移民到夏威夷鋪路。1900年代初期，朝鮮移民抵達洛杉磯，並以民族教會為基礎建立社區。隨著來自朝鮮的人數增至數百人，他們的住宅區和商業活動擴展至洛杉磯商業區西南角，由洛杉磯華埠和小東京步行可達。
到了1930年代，已有650名韓裔人住在洛杉磯。他們建立教會、餐廳、社區組織以及以蔬菜和水果為基礎分配的商店。1936年，韓國移民最大的政治組織大韓人國民會將總部由舊金山移動洛杉磯以推動政治、文化、教育和宗教活動。然而，種族契約法律和經濟制約限制了韓國城範圍北至阿當斯大道，南至斯勞森大道，西至西邊大道，東至佛蒙特大道。1930年代亦將此地區與好萊塢連繫起來。1930、1931、1932和1934年大使酒店舉辦了奧斯卡金像獎頒獎典禮。韓國城地區的娛樂產業逐步成長後，韓裔人仍然因為歧視性住屋政策分散至低收入區域。1948年謝利對克雷默案最高法院頒令禁止限制種族的住屋政策後，韓裔人開始向奧林匹克大道擴展，建立新居和新商店。
在1960年代末，鄰近的鄰里開始進入嚴重的經濟衰退。曾經繁榮的威爾什爾中部地區變成無人的商業和辦公地區，吸引了較富有的韓國移民。此外他們也發現了廉價的住屋並在韓國城開設了許多商店。當地帶有紅陶外牆的藝術裝飾大廈因經濟上可養活新佔用的商店而獲得保留。1965年移民及國籍法案刪除了對亞裔移民的限制，並促進了韓國城移民社區的成長。
到了1970年代末，奧林匹克大道多數商店和第8街地區都有韓裔人擁有。此次經濟增長促進了韓國媒體和社區組織的成立，並在建立社區身份認同起到重要角色。韓國城可在南加州建立起韓國社區，並成為韓裔的主要樞紐，並在1982年成功設立了第一個韓國城路牌。

### 1992年洛杉磯暴動
1992年洛杉磯暴動對社區帶來顯著影響，強化了以社區為基礎的非牟利組織的地位，包括韓國城青年及社區中心以及韓國城移民工人聯盟。這些組織提倡賠償和保護韓裔美國人，而他們因為社會地位低下和語言障礙而缺乏政府支持。
在暴動期間，黑人和韓裔美國人直接發生種族衝突。韓國公民在許多黑人為主的社區都開設了商店。當白人居民離開後，韓裔人以低價購入了這些商店。說唱人艾斯·庫伯在1991年專輯《死亡證》中與黑人市民懷疑亞裔人當中提及此事。
1991年3月16日，一名韓國商店店主斗順子槍殺了15歲的黑人顧客拉塔莎·哈林斯。斗順子指責哈林斯偷竊橙汁，在看見對方猛力丟下水壺轉身離開後將其擊斃。部分歷史學家將斗順子的保釋視為張力斷裂點。
1992年的騷亂刺激了新一輪韓裔美國人的政治活動，但也將他們分為兩派。自由派認為要聯合洛杉磯其他少數族裔對抗種族打壓和替罪羊化。保守派則強調法律與秩序並支持共和黨的經濟和社會政策。保守派也傾向強調韓裔和其他少數族裔的政治分別，尤其黑人和拉丁裔人。儘管在韓裔美國人社區有如此分野，1992年暴動也啟發了建立交叉性聯盟的努力。1992年韓國城和平遊行是一個破紀錄的示威，超過3萬名參與者代表跨代和跨種族的團結示威。
持續一週的暴動對韓國城破壞嚴重。洛杉磯有5000萬美元經濟損失，一半都是韓裔商店。在暴動期間，韓國城與較安全的社區的道路遭到阻斷。部分韓裔美國人意識到他們被困於危險之中。一名居民表示「這是遏制。警察切斷韓國城對外交通，而我們被困在裡面孤立無援。這些道路是到更富有社區的通道。不能否認。」許多韓裔美國人生還者指這顯示少數民族必須組織起來，以保護體制內不保護的非白人公民。
一名18歲的韓裔美國人愛德華·宋·李和他的三個朋友當時保護一家韓國披薩店。李意外地遭到誤認他和他的朋友們為暴徒的韓國店家擊斃。姜慶元（音譯）當時對他在街上的屍體進行了拍攝。
韓國公民感到警察並不保護他們，緊急應變隊也不回應他們的求助電話。
暴動的影響削弱和破壞了韓裔美國人收入來源，連同受影響的甚少援助，導致時至今日洛杉磯的韓國人仍在貧窮中掙扎。

## 地理

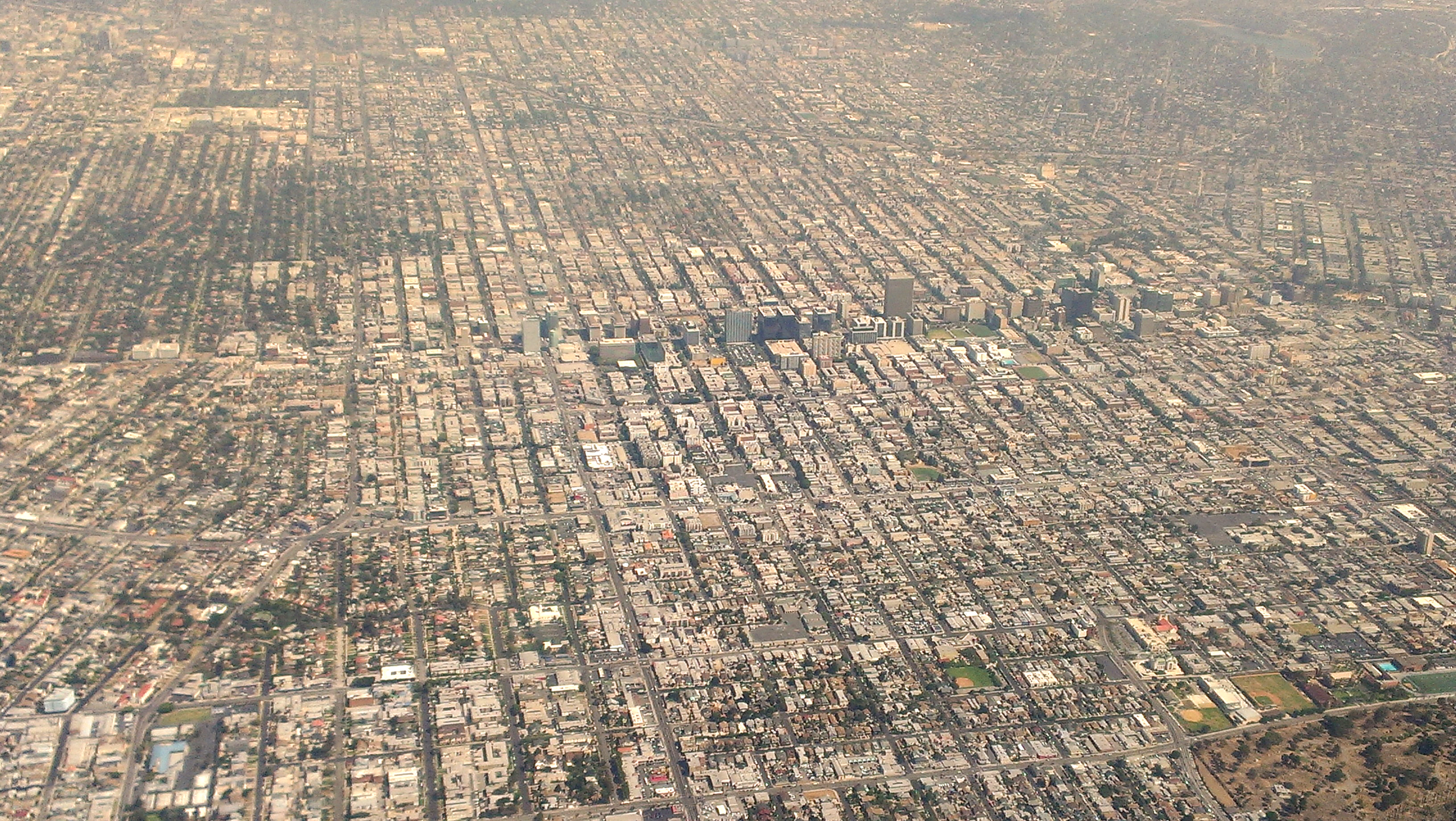
2014年的鸟瞰图

该社区位于市中心西北3英里（5），好莱坞西北4英里（6），距离圣莫尼卡海滩12英里（19），洛杉矶国际机场16英里（26） 。基本上地形平坦，平均海拔高度为 200英尺（61）.。
洛杉矶市将韩国城市议会的官方边界设定为南到奥林匹克大道（从西大道到佛蒙特大道），东到佛蒙特大道（从奥林匹克大道到第三街），北到第三街（从佛蒙特大道到西大道），西大道从第三街到奥林匹克大道。
韩国驻洛杉矶总领事馆位于威尔希尔大道3243号。中华人民共和国驻洛杉矶总领事馆位于Shatto Place443号，而护照和签证办公室在500号三楼。。萨尔瓦多总领事馆位于威尔希尔大道3450号，危地马拉总领事馆位于威尔希尔大道3540 号。洪都拉斯总领事馆和尼加拉瓜总领事馆位于威尔希尔大道3550号。玻利维亚总领事馆位于威尔希尔大道3701号。

## 公共交通
洛杉磯軌道交通共設有三個地鐵站服務韓國城，分别為洛杉磯地鐵D線(原称紫線)的Wilshire/Normandie站和Wilshire/Western站，以及洛杉磯地鐵B線（原称紅線)與D線共同服務的Wilshire/Vermont站。搭乘地鐵往來於洛杉磯市中心和韓國城仅需10分鐘。
除地鐵外韓國城還有众多公交線路，主要由LA Metro，Big Blue Bus和LADOT運營。具体巴士或軌交線路及班次信息可用Transit App，谷歌地圖，苹果IOS自帶地圖和LA Metro官網 （页面存档备份，存于）查詢。

## 公共場所
- 威爾希爾／諾曼底站（英语：Wilshire/Normandie station）（洛杉磯地鐵D線）
- 長老會以馬內利堂，威爾希爾大道3300號[26]
- 耶穌基督後期聖徒教會，南曼哈頓廣場209號[27]
- 威爾希爾韓國基督教會，威爾希爾大道3435號[28]

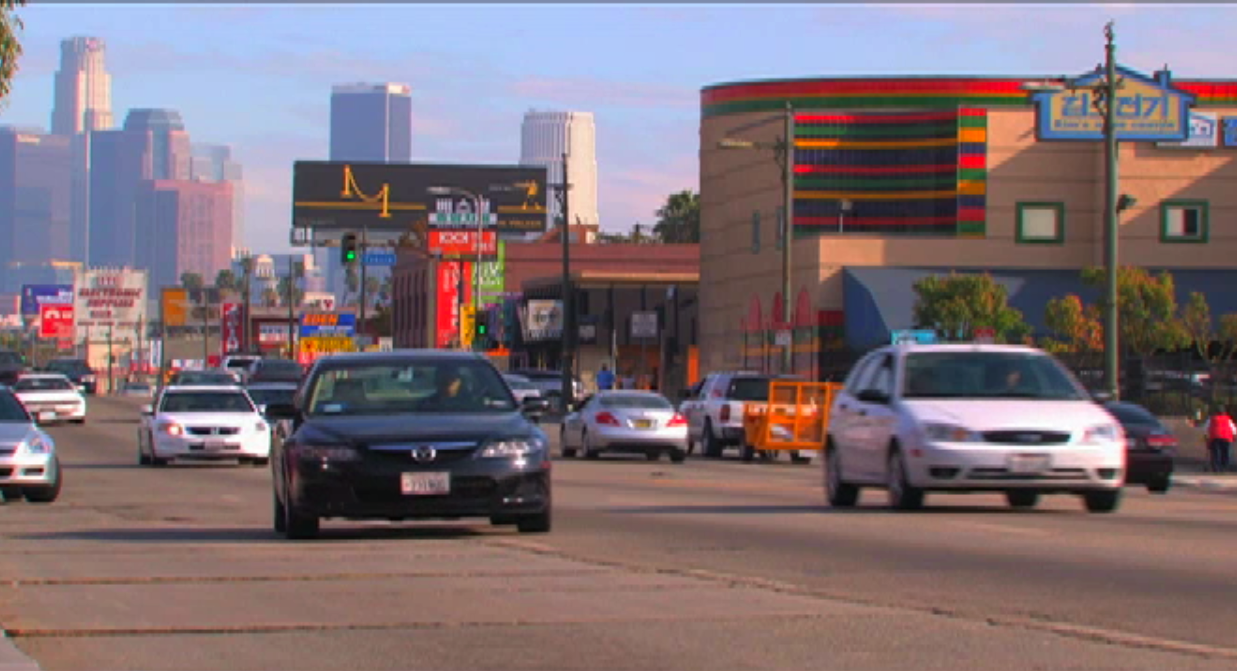
奧林匹克大道
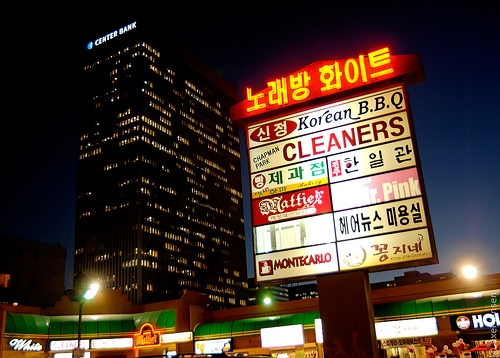
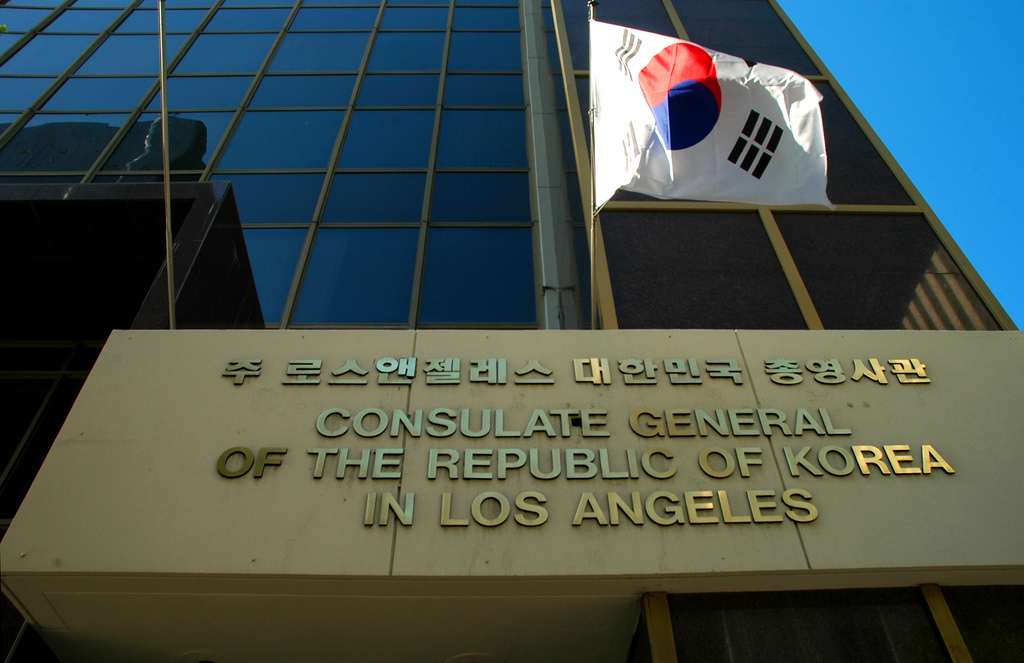
韓國駐洛杉磯總領事馆（朝鲜语：주로스앤젤레스 대한민국 총영사관）
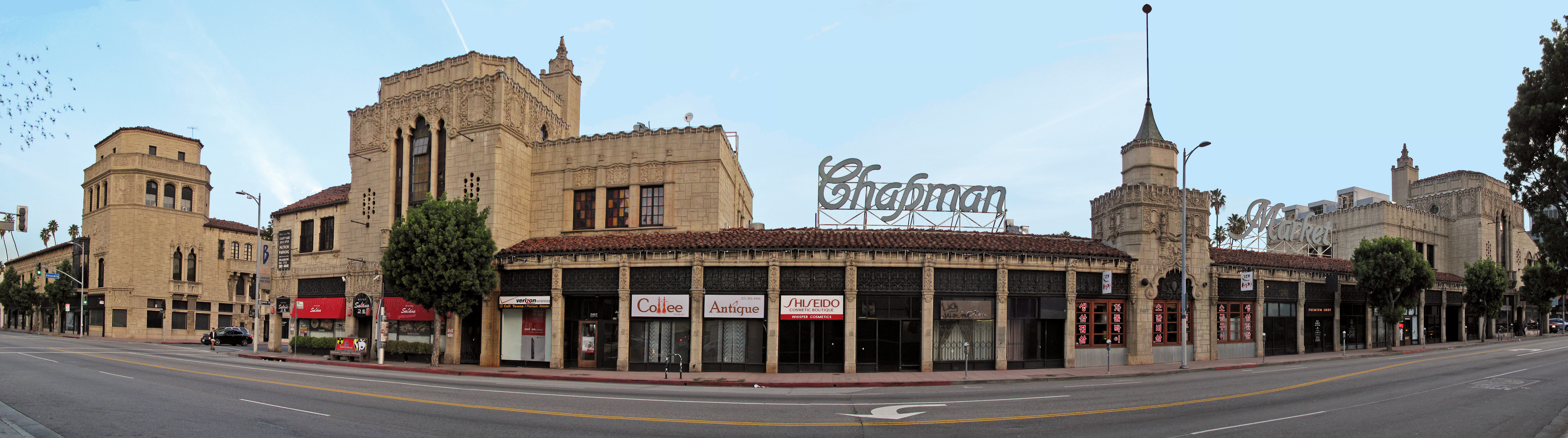